# Granite (Oregon)
Granite is een plaats (city) in de Amerikaanse staat Oregon, en valt bestuurlijk gezien onder Grant County.

## Demografie
Bij de volkstelling in 2000 werd het aantal inwoners vastgesteld op 24. In 2006 is het aantal inwoners door het United States Census Bureau geschat op 21, een daling van 3 (-12,5%).

## Geografie
Volgens het United States Census Bureau beslaat de plaats een oppervlakte van 1,0 km², geheel bestaande uit land. Granite ligt op ongeveer 1432 m boven zeeniveau.

## Plaatsen in de nabije omgeving
De onderstaande figuur toont nabijgelegen plaatsen in een straal van 44 km rond Granite.